# Parque nacional San José la Colonia
El Parque nacional San José la Colonia es un área protegida que se encuentra en el departamento de Alta Verapaz, en el país centroamericano de Guatemala, justo en la periferia norte de la ciudad de Cobán (15.478441 °N 90.374483 °O). Anteriormente una finca nacionalizada, San José La Colonia fue declarado parque nacional en 1976. El parque cubre un área de 54 hectáreas (0,54 kilómetros cuadrados), y está gestionado por el Instituto Nacional de Bosques (INAB).